# منتخب الدنمارك للكرة اللينة للسيدات
منتخب الدنمارك للكرة اللينة للسيدات هو ممثل الدنمارك الرسمي في المنافسات الدولية في الكرة اللينة للسيدات .